# Michael Schneider (Politiker, 1855)
Michael Schneider (* 13. September 1855 in Wartberg; † 6. März 1929 in Stoitzendorf) war ein österreichischer Politiker (CSP) und Wirtschaftsbesitzer. Er war von 1909 bis 1927 Abgeordneter zum Landtag von Niederösterreich und Bürgermeister von Stoitzendorf.

## Leben
Schneider besuchte die Volksschule und musste nach dem Tod seines Vaters im Alter von 14 Jahren den Betrieb seines Vaters führen. 1881 übernahm er einen Besitz in Stoitzendorf.

## Politik
Schneider wirkte zudem 12 Jahre im Gemeinderat von Stoitzendorf und wurde 1906 zum Bürgermeister der Gemeinde gewählt.
Am 8. Jänner 1909 wurde Schneider als Abgeordneter zum Niederösterreichischen Landtag angelobt, wobei er die Gerichtsbezirke Eggenburg, Gföhl und Horn vertrat. Er gehörte dem Landtag bis zur Auflösung am 8. Jänner 1915 an und war nach dem Ersten Weltkrieg vom 5. November 1918 bis zum 4. Mai 1919 Mitglied der Provisorischen Landesversammlung. Danach gehörte er dem Landtag vom 20. Mai 1919 an, wobei er während der Trennungsphase Wiens von Niederösterreich zwischen dem 30. November 1920 und dem 11. Mai 1921 Mitglied der Kurie Niederösterreich-Land war. Schneider schied am 20. Mai 1927 aus dem Landtag aus.
Er war des Weiteren Obmann des Bezirksstraßenausschusses, Mitglied des Bezirksschulrates und des Bezirksarmenrates sowie Obmann-Stellvertreter des landwirtschaftlichen Bezirksvereins.